# Alexandre Lopes
Alexandre Lopes, brazilski nogometaš, * 29. oktober 1974, Rio de Janeiro, Brazilija.
Za brazilsko reprezentanco je odigral tri uradne tekme.